# Зубатова, Александра Николаевна
Алекса́ндра Никола́евна Зуба́това (в девичестве Ми́хина; ? — ок. 1925, Москва, СССР) — жена Сергея Зубатова.
В 1880-е владела библиотекой, расположенной в Москве, на Тверском бульваре, дом № 27. Библиотека Михиной пользовалась большой популярностью в среде московской интеллигентной молодёжи. Там можно было достать, в том числе, литературу запрещённую в Российской империи того времени.
Первое время после женитьбы на Михиной Зубатов стал заведовать её библиотекой, поселившись в квартире при ней.
У Зубатовых был сын Николай, на 1906 год — студент (что делает вероятной датой его рождения конец 1880-х). Его судьба после Февральской революции неизвестна.
Умерла в Москве, около 1925 года.